# Bâtiment de la vieille poste d'Aranđelovac
Le bâtiment de la vieille poste d'Aranđelovac (en serbe cyrillique : Зграда Старе поште у Аранђеловцу ; en serbe latin : Zgrada Stare pošte u Aranđelovcu) se trouve à Aranđelovac, dans le district de Šumadija, en Serbie. Il est inscrit sur la liste des monuments culturels protégés de la république de Serbie (identifiant no SK 955).

## Présentation
Le bâtiment, situé 72 rue Knjaza Miloša, revêt une importance à la fois historique pour le développement des postes et télécommunications et architecturale en tant qu'exemple d'architecture urbaine du XIXe siècle. D'après les données conservées à Aranđelovac, on suppose qu'il a été achevé en 1872.
De plan rectangulaire, il est constitué d'un rez-de-chaussée et d'un étage. Il dispose d'un toit à quatre pans recouvert de tuiles surmonté d'un ensemble de cheminées.